# Прянощі (Дюна)
Прянощі (англ. spice, «спайс» — «спеція», також меланж(а), melange) — речовина в романі американського письменника Френка Герберта «Дюна», необхідна для міжзоряної навігації. Пряність займає центральне місце у всесвіті Дюни. Вона може вживатися в їжу, має аромат кориці, але точно смак прянощі не повторюється.

## Властивості
Прянощі — це порошкоподібна речовина з запахом кориці, що має стимулювальний вплив на людський організм. Її вживання, проте, спричиняє звикання і тривала залежність від прянощі призводить до фізичних мутацій, а відмова від вживання — до неминучої болісної смерті.
Ця речовина є тільки на одній планеті під назвою Арракіс, також відомій як Дюна, яка являє собою пустелю, населену величезними піщаними черв'яками. Пряність є продуктом життєдіяльності піщаних форелей — личинок піщаного хробака, а також їжею для мікроскопічних істот — піщаного планктону (яким харчуються піщані хробаки).
Тривале вживання меланжу робить білки і радужку очей синіми; очі у всіх постійних жителів Арракіса, фременів, навігаторів і багатьох Бене Гессерит сині — «очі ібада». Всі фримени мають сині очі, оскільки вживають прянощі не тільки цілеспрямовано, а й пасивно вдихають їх.
Всупереч поширеній помилковій думці, пряність не сприяє появі провісних здібностей. Вона лише дозволяє деяким, хто приймають її, розраховувати і бачити всі варіанти результату конкретних дій одночасно. Однак Пол Атрід і деякі навігатори Космічної гільдії стверджували протилежне.

## Практичне застосування прянощі
Вживання прянощі дозволяє значно збільшити тривалість життя. З часів Батлерианського джихаду існування міжзоряної цивілізації залежить від прянощі, бо її використовують навігатори Космічної гільдії при прокладанні маршруту для безпечного керування космічними кораблями, що використовують ефект Хольцмана і дозволяють виконувати миттєві переміщення з однієї точки Всесвіту в іншу.
Пряність можна додавати в їжу як приправу, використовувати при виготовленні тканин, пластику та паперу.

## Походження прянощі
Пряність утворюється з премеланжевої маси, викинутої на поверхню пісків при висиханні її на сонці. Премеланжева маса утворюється всередині закритих кишень, наповнених водою, де піщана форель виділяла в воду свої екскременти. Коли тиск газів всередині бульбашки премеланжевої маси досягав критичного значення, відбувався викид, який розкидав премеланжеві маси по піску. При цьому багато мільйонів піщаних форелей гинули.

## Збір прянощів
На поверхні планети пряність збирають спеціальні машини — гарвестери (від англ. harvester). Збір прянощі — небезпечне заняття, бо Подавачі (піщані хробаки) реагують на вібрацію ґрунту і проявляють агресію щодо її джерела. Тому завжди поруч з комбайном-збирачем знаходиться великий літак-носій. Його завдання — транспортування гарвестера і його порятунок в разі небезпеки.

## Штучні аналоги
Довгий час пряність неможливо було синтезувати в лабораторних умовах, тому планета Арракіс залишалася єдиним джерелом речовини. Як описано в трилогії приквелів «Прелюді до Дюни», Бене Тлейлаксу намагалися створити синтетичні прянощі, для чого окупували планету Ікс за допомогою армії імператора Елруда IX. Після того, як Шаддама IV вбив Елруда IX за допомоги Хасиміра Фенріга, він дав Фенрінгу титул імперського міністра прянощів і доручив йому керівництво проєктом. Однак, синтетичні прянощі, розроблені Гідаром Фен Аджидикою були дефективні. При їх використанні один гайлайнер і його пасажири загинули, і загинув навігатор другого. Сам Аджидика помер, оскільки синтетичні прянощі роз'їдали його тіло зсередини.
Набагато пізніше — або до закінчення правління Лето II Тирана, або на початку Великого Голоду, Бене Тлейлаксу змогли синтезувати пряність у своїх лабораторіях. Синтетична пряність ліквідувала монополію Арракіса на меланж, давши тим самим новий імпульс до розвитку космічної цивілізації.

## Аналіз
Французький хімік Фабріс Чемла припустив, що аромат меланжу, схожий на корицю, вказує на наявність коричного альдегіду, а колір свідчить про вміст пігменту з сімейства антоціанідинів. Останні захищають клітини від вільних радикалів, уповільнюючи старіння клітин.
Американський міколог Пол Стамец стверджував, що вигадка меланжу Френком Гербертом частково пов'язана з його особистим досвідом вживання псилоцибінових грибів.

## Цікаві факти
- Керол Гарт написала есе Melange, опубліковане в книзі The Science of Dune, в якому вона дала аналіз цієї речовини.
- У відеоіграх Dune II, Dune 2000, Emperor: Battle for Dune пряність слугує матеріальним ресурсом, за який створюються будівлі і війська.
- У відеогрі Spore є корисний ресурс «пряність», яким можна вигідно торгувати.